# Cima Fournier e Lago Nero
Cima Fournier e Lago Nero este o arie protejată (arie specială de conservare — SAC, sit de importanță comunitară — SCI) din Italia întinsă pe o suprafață de 640 ha, integral pe uscat.

## Localizare
Centrul sitului Cima Fournier e Lago Nero este situat la coordonatele 44°54′14″N 6°47′37″E / 44.903889°N 6.793611°E.

## Înființare
Situl Cima Fournier e Lago Nero a fost declarat sit de importanță comunitară în septembrie 1995 pentru a proteja 6 specii de animale. Situl a fost protejat și ca arie specială de conservare în iulie 2016.

## Biodiversitate
Situată în ecoregiunea alpină, aria protejată conține 6 habitate naturale: Ape puternic oligomezotrofe cu vegetație bentonică cu Chara spp., Pajiști alpine și subalpine calcaroase, Grohotișuri calcaroase și de șisturi calcaroase de la nivelul montan până la nivelul alpin (Thlaspietea rotundifolii), Păduri alpine de Larix decidua și/sau Pinus cembra, Pajiști alpine și boreale, Mlaștini alcaline.
La baza desemnării sitului se află mai multe specii protejate:
- păsări (5): acvilă de munte (Aquila chrysaetos), șerpar (Circaetus gallicus), Lagopus muta helvetica, sfrâncioc roșiatic (Lanius collurio), Lyrurus tetrix tetrix
- mamifere (1): lupul (Canis lupus)

Pe lângă speciile protejate, pe teritoriul sitului au mai fost identificate 13 specii de plante, 1 specie de amfibieni, 4 specii de mamifere, 5 specii de nevertebrate, 3 specii de reptile.